# Carme Serra Viaplana
Carme Serra Viaplana (Barcelona, 1938) és una artista catalana. Les seves teles cremades i les seves abstraccions
minimalistes converteixen el fet pictòric en un exercici mural que redefineix l'espai on té lloc l'exposició, tal com destacava Teresa Blanch en el seu text per al catàleg d'una exposició que va fer a l'Espai 10 de la Fundació Joan Miró el 1978. Es conserva obra seva al MACBA i al Museu Abelló de Mollet del Vallès.